# Sabena-vlucht 548
De vliegtuigcrash te Berg-Kampenhout is een vliegtuigongeval in België, dat plaatsvond op 15 februari 1961. In het gehucht Lemmeken, gemeente Berg nabij Kampenhout, stortte omstreeks vijf minuten over tien in de ochtend een Boeing 707 neer. Het betrof Sabena vlucht 548, van New York naar Brussel. Het toestel werd bestuurd door twee ervaren ex-legerpiloten, Louis Lambrechts en Jean Roy.

## Verloop van de crash
De Boeing 707-329 met registratie OO-SJB meldt zich aan de verkeerstoren en zet koers richting baan 20. Het toestel maakt vlak voor de landing een doorstart en probeert hoogte te winnen. Na drie grillige bochten van 360 graden naar links stort het toestel neer in de wijk Het Lemmeken, in het zuidwesten van de toenmalige gemeente Berg, vlak bij de grens met de gemeente Steenokkerzeel.
In totaal komen 73 mensen om, onder wie 34 leden van het kunstschaatsteam van de Verenigde Staten en verschillende coaches en één persoon op de grond, de landbouwer Theo De Laet. Zijn vriend Marcel Lauwers verliest een deel van een been.

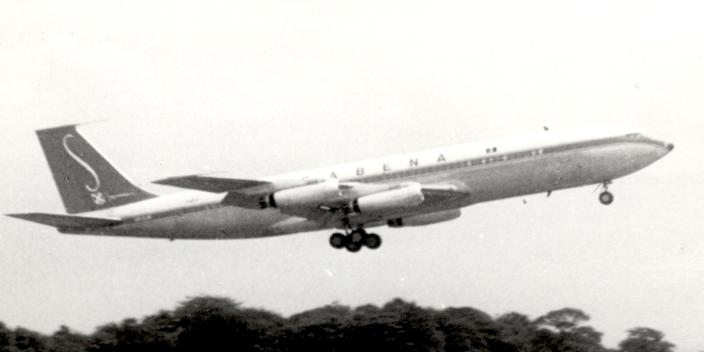
De betreffende Boeing in april 1960

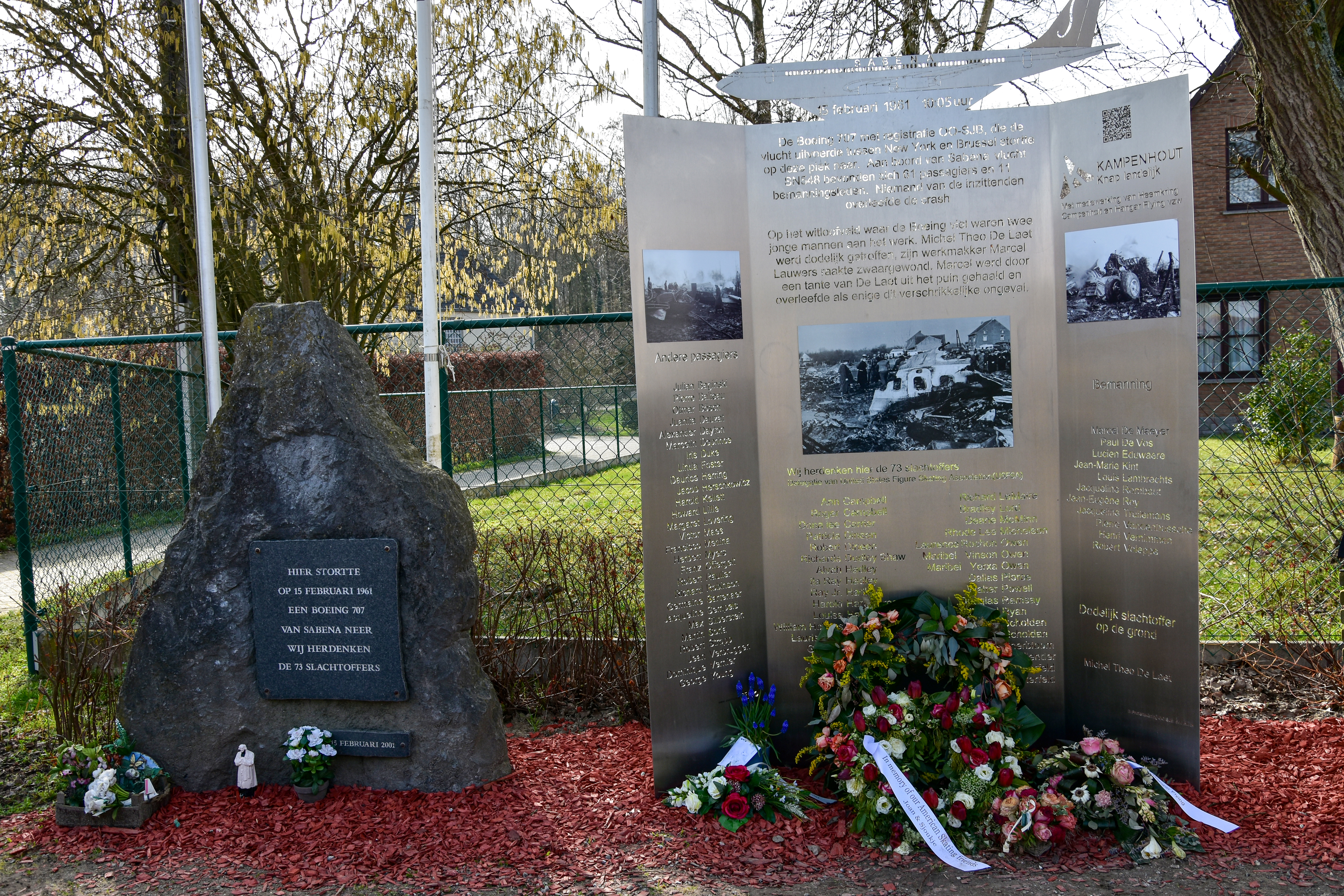
Gedenkplaats van de ramp

## Mogelijke oorzaak
De crash in Berg is de grootste vliegtuigramp uit de Belgische geschiedenis en de eerste met passagiers van de Boeing 707, destijds een revolutionair straalvliegtuig voor de lange afstand. Het toestel was één jaar oud. Uit onderzoek bleek dat waarschijnlijk technische gebreken aan het horizontale staartvlak de oorzaak waren, maar zekerheid ontbreekt, bij gebrek aan data om het ongeval te analyseren. 

## Trivia
- Op de plaats werd een gedenksteen opgericht (hoek Lemmekenstraat 26-23/Dijkstraat).
- Op 17 februari 2011 werd een documentaire over het drama, Rise, getoond in 500 zalen in de VS.